# Den kroatiske selvstændighedskrig
Den kroatiske selvstændighedskrig var en del af krigene i Jugoslavien, der brød ud i forbindelse med Jugoslaviens opløsning i begyndelsen af 1990'erne. Krigen blev udkæmpet fra 1991 til 1995 mellem  Kroatiske styrker loyale mod den kroatiske regering, der havde erklæret uafhængighed fra den Socialistiske Føderale Republik Jugoslavien, og den serbisk-kontrollerede Jugoslaviske folkehær og lokale serbiske styrker i Kroatien. Folkehæren blev opløst i 1992 og styrkerne lagt ind under serbisk kommando. Krigen omtales i Kroatien oftest som "Hjemlandskrigen" (kroatisk: Domovinski rat) og også som "Den Stor-serbiske aggression" (kroatisk: Velikosrpska agresija). I Serbien omtales krigen som "Krigen i Kroatien" (serbisk: Рат у Хрватској ('Rat u Hrvatskoj')) og (sjældent) "Krigen i Krajina" (serbisk: Рат у Крајини ('Rat u Krajini')).
Der var ingen formel krigserklæring. De første væbnede sammenstød under krigen fandt sted i Pakrac den 1. marts 1991, efterfulgt af træfninger den 31. marts 1991 ved Plitvice søerne, hvor de første menneskeliv gik tabt. Den sidste større militæroperation var Operation Storm fra 5.–8. august 1995. Fjendtlighederne ophørte formelt med Erdutaftalen, der blev indgået den 12. november 1995.

## Baggrund
Baggrunden for konflikten var, at et flertal af kroatere ønskede, at Kroatien skulle forlade Jugoslavien og blive et selvstændigt land, hvorimod mange etniske serbere, der boede i Kroatien, støttet af det serbisk dominerede Jugoslavien, var modstandere af en kroatisk udskillelse og ønskede, at serbisk dominerede områder skulle indgå i en fælles stat med Serbien. De fleste serbere ønskede en ny serbisk stat indenfor den jugoslaviske føderation, omfattende også områder i Kroatien og Bosnien med etnisk serbisk flertal, eller betydelig minoritet af etniske serbere, og forsøgte at erobre så meget af Kroatien som muligt.

## Krigens forløb
Der havde i 1991 været en række voldelige sammenstød mellem kroater og serbere i Kroatien. Den 19. maj 1991 blev afholdt en folkeafstemning i Kroatien om uafhængighed af Jugoslavien, hvilken folkeafstemning ikke blev anerkendt af Jugoslavien og blev boykottet af etniske serbere. Folkeafstemningen viste et flertal på 94% af de afgivne stemmer for selvstændighed. Spændingerne blev udløst, da Kroatien sammen med Slovenien erklærede selvstændighed den 25. juni 1991. De to landes erklæringer om uafhængighed af Jugoslavien udløste omgående militær reaktion fra den jugoslaviske folkehær. I Slovenien udløste uafhængighedserklæringerne en kort krig, Tidageskrigen, som efter ti dage sikrede Sloveniens selvstændighed. I Kroatien udbrød også en række militæroperationer, men Kroatien accepterede ved Brioniaftalen den 7. juli 1991 at udskyde gennemførelsen af selvstædighed til den 8. oktober 1991, hvilket kortvarigt lagde en dæmper på konflikten. Kroatiens kamp for selvstændighed skulle dog vise sig at vare længere end Sloveniens.

### Serbisk invasion af Kroatien
Få måneder efter indgåelse af Brioniaftalen forsøgte den jugoslaviske folkehær at besætte hele Kroatien for at holde Kroatien inden for den Jugoslaviske føderation. Fra 25. august startede kampene fx om Vukovar. Jugoslavien lykkedes dog kun med at erobre dele af Kroatien. I de erobrede områder etableredes en selvudråbt kvasistat, Den Serbiske Republik Krajina. Efter en våbenhvile i januar 1992 og international anerkendelse af den kroatiske republik som en suveræn stat, skete der ikke forskydninger af frontlinjerne og FN's fredsbevarende styrke UNPROFOR blev indsat mellem parterne, hvorefter der i de følgende tre år alene var begrænsede kamphandlinger. I denne periode udgjorde Republikken Krajina mere end en fjerdedel af Kroatiens territorium.

### Tilbageerobring
I 1995 iværksatte Kroatien to større offensiver; Operation Flash og Operation Storm, hvilket sikrede Kroatien en afslutning af krigen, der, bortset fra et mindre område mod øst, sikrede Kroatien den ønskede genetablering af grænserne fra før konflikten. Den tilbageværende FN-kontrollede zone længst mod øst, UNTAES, blev fredeligt indlemmet i Kroatien i 1998.
Krigen blev afsluttet med kroatisk sejr, da Kroatien opnåede de mål, der var erklæret ved konfliktens udbrud: uafhængighed og bevarelse af grænserne. Ca. 21–25% af Kroatiens økonomi blev ødelagt, herunder et anslået tab på 37 mia. US$ som følge af ødelagt infrastruktur, økonomisk afmatning og omkostninger relateret til den omfattende flygtningestrøm. Mere end 20.000 mennesker mistede livet under krigen, der resulterede i betydelige flygtningestrømme på begge sider i konflikten. Serbien og Kroatien samarbejder i dag på flere områder, men der består fortsat spændinger, bl.a. i forhold til de efterfølgende retsopgør ved Det internationale tribunal til pådømmelse af krigsforbrydelser i det tidligere Jugoslavien og ved retssager anlagt af begge stater mod hinanden med krav om at der blev begået folkemord og krav om krigsskadeerstatninger. Sidstnævnte sager blev dog afvist i 2015.

## Dømte krigsforbrydere
I  2007 afsagde Det internationale tribunal til pådømmelse af krigsforbrydelser i det tidligere Jugoslavien dom over en af de serbiske ledere, Milan Martić, for at have begået forbrydelser mod menneskeheden og idømte ham 35 års fængsel.